# Лабащук Михайло Степанович
Михайло Степанович Лабащук (нар. 16 липня 1956, Осінники, РРФСР) — український мовознавець, доктор філологічних наук (2000), доктор габілітації (2005). Чоловік Оксани Лабащук.

## Життєпис
Закінчив філологічний факультет Київського університету (1984). Працював викладачем (1984—1994), доцентом (1994) Тернопільського національного педагогічного університету імені Володимира Гнатюка. Від 2002 — професор Лодзького університету, від 2009 — Технічно-гуманітарної академії в м. Бєльсько-Бяла.

## Доробок
Автор близько 80 наукових праць.
Сфера наукових досліджень — лінгвістичний аналіз текстів, психолінгвістика, полоністика, творчість К. Айдукевича, А. Брюкнера, М. Завірського, Г. Сенкевича.